# Reichskommissar
Reichskommissar ("Comissari de l'Imperi", "Comissari del Reich" o "Comissari Imperial"), a la història d'alemanya, va ser un títol oficial governamental utilitzat per diversos oficials públics durant el període de l'Imperi Alemany i l'Alemanya Nazi.

## Imperi alemany

### Domèstic
A l'Imperi Alemany unificat (després de 1871), es van nomenar commissaris del Reich per supervisar tasques especials. Per exemple, hi havia un Reichskommissar per a l'emigració (Reichskommissar für das Auswanderungswesen) a Hamburg.
Presumiblement, el mateix títol es representa com a "Comissari Imperial Alemany" en el cas d'Helgoland, una illa estratègicament situada antigament danesa al mar del Nord, lliurada formalment a Alemanya pel Regne Unit el 9 d'agost de 1890 (segons el Tractat d'Helgoland-Zanzíbar) i el 15 de desembre de 1890 es va annexionar formalment a Alemanya (després del 18 de febrer de 1891 part de la província prussiana de Slevig-Holstein): 9 d'agost de 1890 - 1891 Adolf Wermuth (n. 1855 - m. 1927)

### Colonial
El títol de Reichskommissar va ser utilitzat durant l'Imperi alemany per als governadors de la major part dels Schutzgebiete (un terme alemany que significa literalment protectorat, però també aplicat a colònies ordinàries).

#### A l'est d'Àfrica
- des del 24 d'abril de 1884 com a protectorat alemany del sud-oest de l'Àfrica, únic titular (7 d'octubre de 1884 - maig de 1885) Gustav Nachtigal (n. 1834 - m. 1885; vegeu més amunt ), romanent aviat per a la transició d'estatus
- del 30 d'abril de 1885 a 1889 sota el domini de la Companyia Colonial alemanya del Sud-oest d'Àfrica (Deutsche Kolonialgesellschaft für Südwest-Afrika), únic titular (maig de 1885 - agost de 1890): Heinrich Ernst Göring (en funcions) (n. 1839 - d. 1913)
- de nou com a protectorat imperial (?)
  - primer l'esmentat Heinrich Ernst Göring, quedant-se de facto
  - Agost de 1890 - març de 1891 Louis Nels (en funcions) (n. 1855 - m. 1910)
  - Març de 1891 - novembre de 1893 Curt von François (n. 1852 - mort el 1931), que es va quedar quan el país va ser declarat el 14 de setembre de 1892 colònia de la corona alemanya del sud-oest d'Àfrica, i més tard de nou com el primer de dos Landeshauptleute (" capitans del territori")

#### Al sud-oest d'Àfrica
- a Kamerun (Camerun actual) * Reichskommissare (Comissaris)
  - 14 de juliol de 1884 - 19 de juliol de 1884 Gustav Nachtigal (n. 1834 - m. 1885)
  - 19 de juliol de 1884 - 1 d'abril de 1885 Maximilian Buchner (en funcions) (n. 1846 - m. 1921)
  - 1 d'abril de 1885 – 4 de juliol de 1885 Eduard von Knorr (en funcions) (n. 1840 – m. 1920); a continuació va venir una llista de governadors fins al 4 de març de 1916 quan *
- al Togo, el Reich Reichskommissare des del 5 de juliol de 1884 la proclamació del Protectorat del Togo:
  - 5 de juliol de 1884 - 6 de juliol de 1884 Gustav Nachtigal (n. 1834 - m. 1885), comissari del Reich per a l'Àfrica occidental *
  - 6 de juliol de 1884 - 26 de juny de 1885 Heinrich Randad, cònsol provisional
  - 26 de juny de 1885 - maig de 1887 Ernst Falkenthal (n. 1858 - m. 1911)
  - Juliol de 1887 - 17 d'octubre de 1888 Jesko von Puttkamer (actuant) (1a vegada) (n. 1855 - m. 1917)
  - 17 d'octubre de 1888 - 14 d'abril de 1891 Eugen von Zimmerer (n. 1843 - m. 1918)
  - 14 d'abril de 1891 – 4 de juny de 1892 Vacant
  - 4 de juny de 1892 – novembre de 1893 Jesko von Puttkamer (2a vegada); el mateix es va mantenir com el primer dels dos Landeshauptleute ('Capitans terrestres'), fins al 13 d'agost de 1895; el segon (18 de novembre de 1895 - 18 d'abril de 1898 August Köhler, n. 1858 - d. 1902) també va ser el primer dels governadors (des de l'1 de gener de 1905 com a colònia alemanya de Togoland, fins que els britànics la van conquerir l'agost de 1914)

#### A l'Àfrica Occidental
- a Tanganica, l'àrea adquirida el 17 de febrer de 1885 per Carl Peters per a la Deutsch-Ostafrikanische Gesellschaft (DOAG, " Companyia Alemanya de l'Àfrica Oriental", que inicialment estava sota un administrador: 27 de maig de 1885 - 8 de febrer de 1888 Karl Peters), des de la proclamació. del protectorat alemany de l'Àfrica Oriental (7 de maig de 1885 - 1 de juliol de 1890) sobre Witu a Kenya; impugnat per la Gran Bretanya; el 28 d'abril de 1888 Alemanya obté un contracte d'arrendament de la franja costanera del sultà de Zanzíbar), es nomena un únic Reichskommissar (8 de febrer de 1888 – 21 de febrer de 1891: Hermann von Wissmann (n. 1853 – mort el 1905), després d'ell governadors de 1 de gener de 1891 quan es va proclamar colònia alemanya de l'Àfrica Oriental (Deutsch Ostafrika), posant fi a la regla "privada" del DOAG.

#### A Oceania
- Nauru, des del 21 d'octubre de 1887 un protectorat alemany, estava sota el següent Reichskommissare:
  - 1886 – 1887 Wilhelm Knappe (n. 1855 – m. 1910)
  - 1888 – 1889 Franz Leopold Sonnenschein (n. 1857 – m. 1897); a continuació, com que des del 14 d'abril de 1888 formava part administrativament de les illes Marshall (alemanyes), només tenia Bezirksamtleute (oficials de districte; 2 d'octubre de 1888 - 1906), després, des de l'1 d'abril de 1906 formava part administrativament de la Nova Guinea alemanya, Stationsleiter ('Caps d'estació' des de 1911, subordinats als administradors del districte de Ponape) fins al 6 de novembre de 1914, finalment l'illa es va perdre (administració australiana, primer per un comandant militar, després sota mandat de la Societat de Nacions)

## Alemanya nazi
El títol de Reichskommissar va ser donat per Adolf Hitler a diversos governadors nazis, principalment en diversos països ocupats durant la Segona Guerra Mundial, però també abans de la guerra per reintegrar l'antic territori prussià recuperat de França, així com diverses altres regions habitades per ètnia alemanya. Segons les circumstàncies, podrien ser severament dictatorials i repressius, sobretot Erich Koch a Ucraïna.

### Domèstic i annexat (ètnicament germànics)

#### Territori del Sarre
Un plebiscit es va celebrar al territori de la conca de la Sarre (actualment Saarland) el 13 de gener de 1935: el 90,3% dels votants desitjaven unir-se a Alemanya en lloc d'unir-se a França. Josef Bürckel (n. 1895 - m. 1944) va ser nomenat l'1 de març de 1935 com a Reichskommissar für die Rückgliederung des Sarre, després va canviar el seu estil des del 17 de juny de 1936 a Reichskommissar für das Saarland, i del 8 d'abril a Reichskommissar für das Saarland; finalment, a partir de l'11 de març de 1941, va ser nomenat Reichsstatthalter in der "Westmark" (nou nom de la regió, que significa "Marca Occidental o Frontera"), fins a la seva mort el 28 de setembre de 1944 quan el va succeir Willi Stöhr (n. 1903 també NSDAP), que va romandre en el càrrec fins al 21 de març de 1945.

#### Els Sudets
Després que la regió dels Sudets de Txecoslovàquia fos annexada per Alemanya l'1 d'octubre de 1938, va estar sota un governador militar (Wilhelm Keitel; 1 d'octubre de 1938 - 20 d'octubre de 1938), fins que Konrad Henlein va ser nomenat Reichskommissar dels territoris el 21 d'octubre de 1938. L'1 de maig de 1939 es va crear un Reichsgau "domèstic" regular, el Reichsgau Sudetenland; Henlein va romandre com a Reichsstatthalter fins que la regió es va reincorporar a Txecoslovàquia el 4 de maig de 1945.

#### Viena
1 de maig de 1939 - 1 d'abril de 1940 Josef Bürckel (n. 1895 - m. 1944) NSDAP, de fet l'últim primer ministre austríac mantingut el 15 d'octubre de 1938, va constituir la capital metropolitana Gross-Wien (Gran Viena), està en el càrrec de transició, llavors el mateix es fa el primer de dos Reichsstatthalter (ell fins al 10 d'agost de 1940), equivalent a un Gauleiter a Alemanya pròpiament dita.

### Nord i oest d'Europa

#### Noruega
Després que el rei noruec i el seu govern fugissin durant la invasió alemanya del país i el fracàs d'un cop d'estat del polític feixista Vidkun Quisling, Hitler va nomenar un Reichskommissar für die besetzten Norwegischen Gebiete (Comissari del Reich per als territoris noruecs ocupats) el 24 d'abril de 1940. L'oficina tenia dos Reichskommissars consecutius amb una àmplia autoritat:
- 24 d'abril de 1940 - 7 de maig de 1945 - Josef Terboven, NSDAP. Va establir la residència a la mansió del príncep hereu a Skaugum. Responia només davant Hitler, Terboven va intentar inicialment negociar amb el Storting noruec per establir una administració civil que estigués disposada a signar un tractat de pau amb Alemanya. Després de l'enfonsament d'aquestes negociacions, Terboven el 25 de setembre de 1940 va proclamar la deposició del rei Haakon VII i el seu gabinet a l'exili i va prohibir tots els partits polítics excepte el partit feixista noruec Nasjonal Samling. Terboven es va suïcidar durant la nit del 7 de maig de 1945, just abans que es fes efectiva la rendició de les forces alemanyes a Noruega.
- 7 de maig de 1945 - 8 de maig de 1945 - Franz Böhme, comandant en cap de les forces militars alemanyes a Noruega, va assumir les responsabilitats de Terboven com a Reichskommissar en funcions fins que les forces aliades van prendre el control i el van fer arrestar.

#### Països Baixos
Després de la invasió alemanya del país i l'evacuació i l'exili del govern neerlandès i de la corona, els Països Baixos es van posar sota el comandament de dos governadors militars successius:
- 10 de maig de 1940 – 20 de maig de 1940 – Fedor von Bock
- 20 de maig de 1940 – 29 de maig de 1940 – Alexander von Falkenhausen

La governació va ser succeïda per una administració civil més permanent dirigida pel Reichskommissar für die besetzten niederländischen Gebiete (Comissari del Reich per als territoris neerlandesos ocupats):
- 29 de maig de 1940 - 5 de maig de 1945 - Arthur Seyss-Inquart, NSDAP

#### Bèlgica i el nord de França
Bèlgica es va posar inicialment sota una Militärverwaltung, dirigida per governadors militars. El país es va unir administrativament al "Nord de França", és a dir, als departaments francesos adjacents Nord i Pas-de-Calais. Això es va fer tant per raons de seguretat com per la ideologia geopolítica de l'expansionisme: la zona s'havia d'utilitzar com a punt de partida per a una esperada invasió de Gran Bretanya, però també per preparar una futura "reclamació" del Flandes francès al nord de França com a una part històrica del Flandes germànic. L'Administració militar a Bèlgica i al nord de França va tenir dos governadors successius:
- 10 de maig de 1940 - 1 de juny de 1940 - Karl Rudolf Gerd von Rundstedt i Fedor von Bock
- 1 de juny de 1940 - 18 de juliol de 1944 - Alexander Freiherr von Falkenhausen

Aquesta situació va continuar fins al juliol de 1944, quan un Reichskommissar für Belgien-Nordfrankreich va ser nomenat:
- 18 de juliol de 1944 – gener de 1945 – Joseph Grohé NSDAP

El desembre de 1944, quan els aliats ja havien alliberat pràcticament tota Bèlgica, el seu territori es va dividir en tres entitats de tipus Gau com a parts integrals ("germàniques") del Reich: la capital bicultural de Bèlgica , Brussel·les, va romandre directament sota el règim alemany. Reichskommissar com el Districte de Brussel·les, però la major part del país es va dividir etnolingüísticament i es va posar sota els col·laboradors líders del partit feixista belga (en paper) com Gauleiters i amb Führer -imitant títols en les seves llengües nacionals:
Gauleiter del Reichsgau Flandes ( Flandes ) suposadament inclòs el Flandes francès al nord de França alliberat pels aliats, i el líder nacional del poble flamenc (neerlandès: Landsleider van het Vlaamsche Volk), així com "Cap del Comitè d'Alliberament Flamenc" (Hoofd van het Vlaamsche Bevrijdingscomité):
- 15 de desembre de 1944 - 1945 - Jef Van de Wiele (a Alemanya a l'exili; cap del partit Devlag)

Gauleiter del Reichsgau Wallonien (Valònia, i líder del poble való (francès: Chef du Peuple Wallon):
- 8 de desembre de 1944 – 1945 – Léon Degrelle (també va romandre a Alemanya a l'exili, tot i que les tropes alemanyes van reconquerir part de Valònia el desembre de 1944 – gener de 1945); cap del Partit Rexistista)

### Territoris soviètics
Abans de l'inici de l'operació Barba-roja (la campanya del front oriental contra la Unió Soviètica) el 22 de juny de 1941, l'ideòleg nazi Alfred Rosenberg va suggerir la divisió administrativa del territori soviètic conquerit als següents Reichskommissariats, només els dos primers dels quals es convertirien en realitat mitjançant l'èxit militar:
- Ostland (els països bàltics, Bielorússia i parts adjacents de Rússia occidental);
- Ucraïna (Ucraïna i les parts del nord del sud de Rússia);
- Kaukasien (el Caucas i les parts del sud del sud de Rússia);
- Moskowien (àrea metropolitana de Moscou i la resta de zones europees russes més properes);
- Turkestán (les repúbliques soviètiques d'Àsia Central, ètnicament principalment túrquics).

Això va suggerir una intenció de destruir Rússia com a entitat política, ja que els nazis van organitzar les àrees adjacents a les províncies orientals de la Gran Alemanya d'acord amb la idea geopolítica deLebensraum (Drang nach Osten), per beneficiar les futures generacions "aries". Quan les forces alemanyes van entrar al territori soviètic, van implementar immediatament aquest pla administratiu instaurant el Reichskommissariat de "Ostland" a les terres bàltiques i "Ucraïna" a Ucraïna, encapçalats per Hinrich Lohse i Erich Koch respectivament. Aquests administradors van posar en pràctica les mesures previstes durant tot el seu període administratiu, fins al 1943–44, quan els alemanys després de la batalla de Kursk van ser expulsats gradualment per la força.

#### Ostland
El 17 de juliol de 1941 es va establir el Reichskommissariat Ostland ("Eastland"), unint aviat Lituània ocupada pels alemanys, Letònia (a partir de l'1 de setembre de 1941) i Estònia (a partir del 5 de desembre de 1941) i Bielorússia. Ostland es va organitzar en quatre districtes generals (Generalbezirke); només la capital (letona) de Riga (Gebiet Riga Stadt) estava directament administrada pel Reichskommissar für das Ostland. Els titulars eren:
- 17 de juliol de 1941 - 26 de setembre de 1944 - Hinrich Lohse (n. 1896 - m. 1964), NSDAP
- 26 de setembre de 1944 - 2 de febrer de 1945 - Erich Koch (n. 1896 - mort el 1986), NSDAP (de facto destituït el 13 d'octubre de 1944 quan l'Exèrcit Roig soviètic va prendre Riga, tot i que Ostland no es va dissoldre oficialment fins al 2 de febrer de 1945)

#### Ucraïna
El territori d'Ucraïna ocupat per Alemanya des del 25 de juny de 1941 va caure inicialment sota un governador militar:
- 25 de juny de 1941 - 31 d'agost de 1941 - Karl Rudolf Gerd von Rundstedt (n. 1875 - m. 1953)

El Reichskommissariat d'Ucraïna es va establir el 20 d'agost de 1941, sota un Reichskommissar für die Ukraine. Els titulars eren:
- 20 d'agost de 1941 - 6 d'octubre de 1943 - Erich Koch (n. 1896 - m. 1986), NSDAP
- 1942 - 30 de setembre de 1943 - Paul Dargel (actuant per Koch) (n. 1903 - d. 19..), NSDAP
- Octubre de 1943 - 1944 - Curt von Gottberg (n. 1896 - m. 1945), NSDAP

#### Moskovia
La Rússia Central mai va ser sotmesa al control alemany suficient per permetre la seva transferència a l'administració civil, però el 17 de juliol de 1941 es va nomenar un Reichskommissar für Moskowien:
- Siegfried Kasche (n. 1903 - m. 1947), NSDAP

#### Kaukasien
El Caucas mai va ser sotmès al control alemany suficient per permetre la seva transferència a l'administració civil, però el 17 de juliol de 1941 es va nomenar un Reichskommissar für die Kaukasien:
- Arno Schickedanz (n. 1892 – m. 1945), NSDAP